# Cyrtopodion fortmunroi
Espèce
Synonymes
- Tenuidactylus fortmunroi Khan, 1993

Statut de conservation UICN

 LC  : Préoccupation mineure
Cyrtopodion fortmunroi est une espèce de geckos de la famille des Gekkonidae.

## Répartition
Cette espèce est endémique du Pendjab au Pakistan.

## Publication originale
- Khan, 1993 : A new sandstone gecko from Fort Munro, Dera Ghazi Khan District, Punjab, Pakistan. Pakistan Journal of Zoology, vol. 25, n. 3, p. 217-221.